# ژان-پیر ژابویی
ژان-پیر آلَن ژابویی (به انگلیسی: Jean-Pierre Alain Jabouille) (زادهٔ ۱ اکتبر ۱۹۴۲ در پاریس – درگذشتهٔ ۲ فوریه ۲۰۲۳) رانندهٔ مسابقات فرمول یک اهل فرانسه بود. او در ۵۵ گراند پری از مسابقات جهانی فرمول یک شرکت کرد و در طول سال‌های ابتدایی اجرای برنامهٔ توربوشارژ رنو در اواخر دههٔ ۱۹۷۰ و اوایل دههٔ ۱۹۸۰، دو بار به روی سکو رفت.
ژابویی در ۲ فوریهٔ ۲۰۲۳ در ۸۰ سالگی درگذشت.